# Ilham El Arbaoui
 (décembre 2021).
La mise en forme du texte ne suit pas les recommandations de Wikipédia : il faut le « wikifier ».
Les points d'amélioration suivants sont les cas les plus fréquents. Le détail des points à revoir est peut-être précisé sur la page de discussion.
- Les titres sont pré-formatés par le logiciel. Ils ne sont ni en capitales, ni en gras.
- Le texte ne doit pas être écrit en capitales (les noms de famille non plus), ni en gras, ni en italique, ni en « petit »…
- Le gras n'est utilisé que pour surligner le titre de l'article dans l'introduction, une seule fois.
- L'italique est rarement utilisé : mots en langue étrangère, titres d'œuvres, noms de bateaux, etc.
- Les citations ne sont pas en italique mais en corps de texte normal. Elles sont entourées par des guillemets français : « et ».
- Les listes à puces sont à éviter, des paragraphes rédigés étant largement préférés. Les tableaux sont à réserver à la présentation de données structurées (résultats, etc.).
- Les appels de note de bas de page (petits chiffres en exposant, introduits par l'outil «  Source ») sont à placer entre la fin de phrase et le point final[comme ça].
- Les liens internes (vers d'autres articles de Wikipédia) sont à choisir avec parcimonie. Créez des liens vers des articles approfondissant le sujet. Les termes génériques sans rapport avec le sujet sont à éviter, ainsi que les répétitions de liens vers un même terme.
- Les liens externes sont à placer uniquement dans une section « Liens externes », à la fin de l'article. Ces liens sont à choisir avec parcimonie suivant les règles définies. Si un lien sert de source à l'article, son insertion dans le texte est à faire par les notes de bas de page.
- La présentation des références doit suivre les conventions bibliographiques. Il est recommandé d'utiliser les modèles {{Ouvrage}}, {{Chapitre}}, {{Article}}, {{Lien web}} et/ou {{Bibliographie}}. Le mode d'édition visuel peut mettre en forme automatiquement les références.
- Insérer une infobox (cadre d'informations à droite) n'est pas obligatoire pour parachever la mise en page.

Pour une aide détaillée, merci de consulter Aide:Wikification.
Si vous pensez que ces points ont été résolus, vous pouvez retirer ce bandeau et améliorer la mise en forme d'un autre article.
ILY, de son nom civil Ilham El Arbaoui, née en 2000 à Casablanca, est une rappeuse marocaine.

## Biographie
ILY se lance dans le rap en 2018 à seulement 18 ans avec le titre Khelouni, jugé audacieux et provocateur. À sa sortie, ce titre récolte plus de 8 millions de vues en quelques jours et il totalise plus de 21 millions de vues sur Youtube à fin 2021. Elle est citée dans Haaretz comme le phénomène musical le plus important de l'année 2018 au Maroc.
La même année, ILY est huée lors d'un concert organisé dans le cadre du festival L'boulvard de Casablanca. Cet épisode lui vaut beaucoup de soutien dans le milieu musical marocain, notamment de la part de femmes - comme Dounia Batma et Manal - qui dénoncent le machisme du public. L'envie de liberté, de fête et la dénonciation du sexisme sont d'ailleurs au cœur de la musique d'Ilham, en particulier dans les tout premiers titres comme Khelouni, Illuminati ou Superwoman,,.
Propulsée par Khelouni, ILY enchaîne ensuite les featurings avec Drizzy, Mayor Bone, Hamza Fadly.

## Vie privée
ILY est la fille du chanteur marocain Abdelaziz Stati. En 2019, il la renie et leur relation se détériore, au point qu'elle menace de révéler des informations sur lui en 2024.

## Discographie
- 2018 : Khelouni[11]
- 2018 : Only
- 2018 : Illuminati
- 2019 : Loca[12]
- 2019 : Diabla
- 2019 : Superwoman
- 2019 : Loserbith
- 2020 : A Ya Lil
- 2020 : Samantaki
- 2020 : Baba
- 2020 : Fast Love
- 2020 : D'accord
- 2020: D'accord 2
- 2021 : Walou
- 2021 : Sana Sa3ida
- 2021 : A la vie à la mort
- 2021 : La Team